# آرپاهو (اکلاهما)
آرپاهو(به انگلیسی: Arapaho) شهری در ایالت اکلاهما کشور ایالات متحده آمریکا است که جمعیت آن در سرشماری سال ۲۰۱۰ میلادی، ۷۹۶ نفر بوده‌است.